# Stenträsket (Malå socken, Lappland)
Stenträsket är en sjö i Malå kommun i Lappland och ingår i Skellefteälvens huvudavrinningsområde. Sjön har en area på 0,562 kvadratkilometer och ligger 347,1 meter över havet.

## Delavrinningsområde
Stenträsket ingår i det delavrinningsområde (724335-162156) som SMHI kallar för Utloppet av Stenträsket. Medelhöjden är 375 meter över havet och ytan är 2,39 kvadratkilometer. Räknas de 10 avrinningsområdena uppströms in blir den ackumulerade arean 115,09 kvadratkilometer. Verbobäcken som avvattnar avrinningsområdet har biflödesordning 3, vilket innebär att vattnet flödar genom totalt 3 vattendrag innan det når havet efter 167 kilometer. Avrinningsområdet består mestadels av skog (75 procent). Avrinningsområdet har 0,56 kvadratkilometer vattenytor vilket ger det en sjöprocent på 23,3 procent.